# Emanuel Ruiz
Emanuel Ruiz (ur. 5 maja 1804 w San Martin de las Olas; zm. 10 lipca 1860 w Damaszku) – hiszpański Święty Kościoła katolickiego.

## Życiorys
Urodził się bardzo religijnej rodzinie. Wstąpił do zakonu Braci Mniejszych. W 1831 roku przybył do Jerozolimy. Został zamordowany w dniu 10 lipca 1860, roku mając 56 lat. Został beatyfikowany przez papieża Piusa XI w dniu 10 października 1926 roku.
23 maja 2024 Stolica Apostolska ogłosiła o zatwierdzeniu przez papieża Franciszka opinii kardynałów i biskupów w celu kanonizacji błogosławionych męczenników; data ich kanonizacji zostanie ogłoszona na konsystorzu. Kanonizacja, której dokonał papież Franicszek odbyła się w dniu  20 października 2024. 